# ويليام إدوارد إليس
ويليام إدوارد إليس (بالإنجليزية: William Edward Ellis)‏ هو ضابط بحري أمريكي، ولد في 7 نوفمبر 1908 في برلنغتون في الولايات المتحدة، وتوفي في 26 سبتمبر 1982 في نورفولك في الولايات المتحدة.